# Barvas Free Church

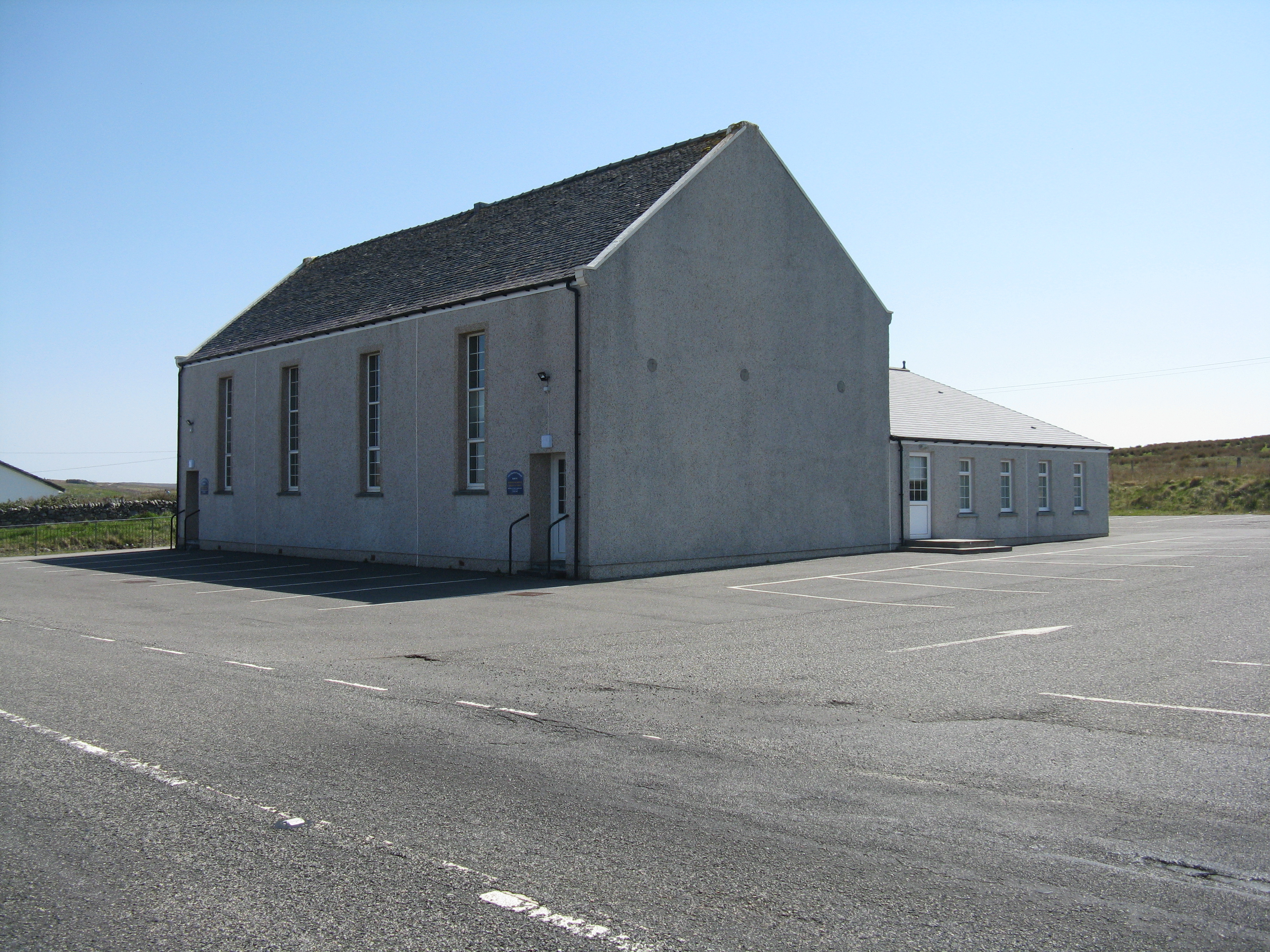
Barvas Free Church

Die Barvas Free Church ist ein Kirchengebäude der Nachfolgeorganisation der presbyterianischen United Free Church of Scotland in der Ortschaft Barvas auf der schottischen Hebrideninsel Lewis and Harris. 1993 wurde das Gebäude in die schottischen Denkmallisten in der Kategorie C aufgenommen.

## Beschreibung
Die Barvas Free Church wurde im Laufe des 19. Jahrhunderts errichtet. Sie befindet sich abseits der A858 am Südwestrand von Barvas nahe dem linken Ufer des Barvas River. Die ebenfalls denkmalgeschützte Barvas Parish Church der Church of Scotland steht rund 800 Meter nordöstlich.
Es handelt sich um eine hohe, längliche Saalkirche mit abschließendem schiefergedeckten Satteldach. Ihre nordostexponierte Hauptfassade ist sechs Achsen weit. In die modern verputzte Fassade sind vier hohe, schmucklose Sprossenfenster eingelassen. Zwei schlichte Portale befinden sich auf den äußeren Achsen. Rückwärtig schließen sich die Sakristei und ein Gemeindesaal an. Es sind giebelständige Tonvasen beschrieben, die auf aktuellen Aufnahme jedoch nicht erkennbar sind.